# NGC 2785
NGC 2785 (другие обозначения — UGC 4876, MCG 7-19-42, ZWG 209.35, IRAS09120+4107, PGC 26100) — галактика в созвездии Рысь.
Этот объект входит в число перечисленных в оригинальной редакции «Нового общего каталога».
Галактика имеет сильно затемнённое активное ядро, а также испускает жёсткое рентгеновское излучение.